# Labrus
Labrus este un gen de pești marini perciformi teleosteeni mici din familia labridelor, răspândiți în apele calde și temperate de pe coasta de est a oceanului Atlantic, Marea Mediterană și Marea Neagră.

## Descriere
Au corpul comprimat lateral, mai mult sau mai puțin alungit, acoperit cu solzi cicloizi de mărime mijlocie; numărul rândurilor transversale de solzi este mai mare ca 42. Gura este terminală. Botul alungit; mandibula proeminează puternic; buzele groase, bine dezvoltate, iar dinții dispuși într-un singur rând. Preoperculul este nezimțuit la adulți (la peștii tineri, este zimțuit). Solzii se găsesc și pe cap, acoperind obrajii și operculele. Linia laterală neîntreruptă. Razele țepoase din înotătoare dorsală sunt numeroase (18-21).

## Specii
Genul Labrus include 4 specii:
- Labrus bergylta Ascanius, 1767
- Labrus merula Linnaeus, 1758
- Labrus mixtus Linnaeus, 1758
- Labrus viridis Linnaeus, 1758

Pe litoralului românesc al Mării Negre, trăiește o singură specie:
- Labrus viridis (Linnaeus, 1758), sin. Labrus viridis prasostictes (Pallas, 1814) = buzat, lapină mare